# رایانش شناختی

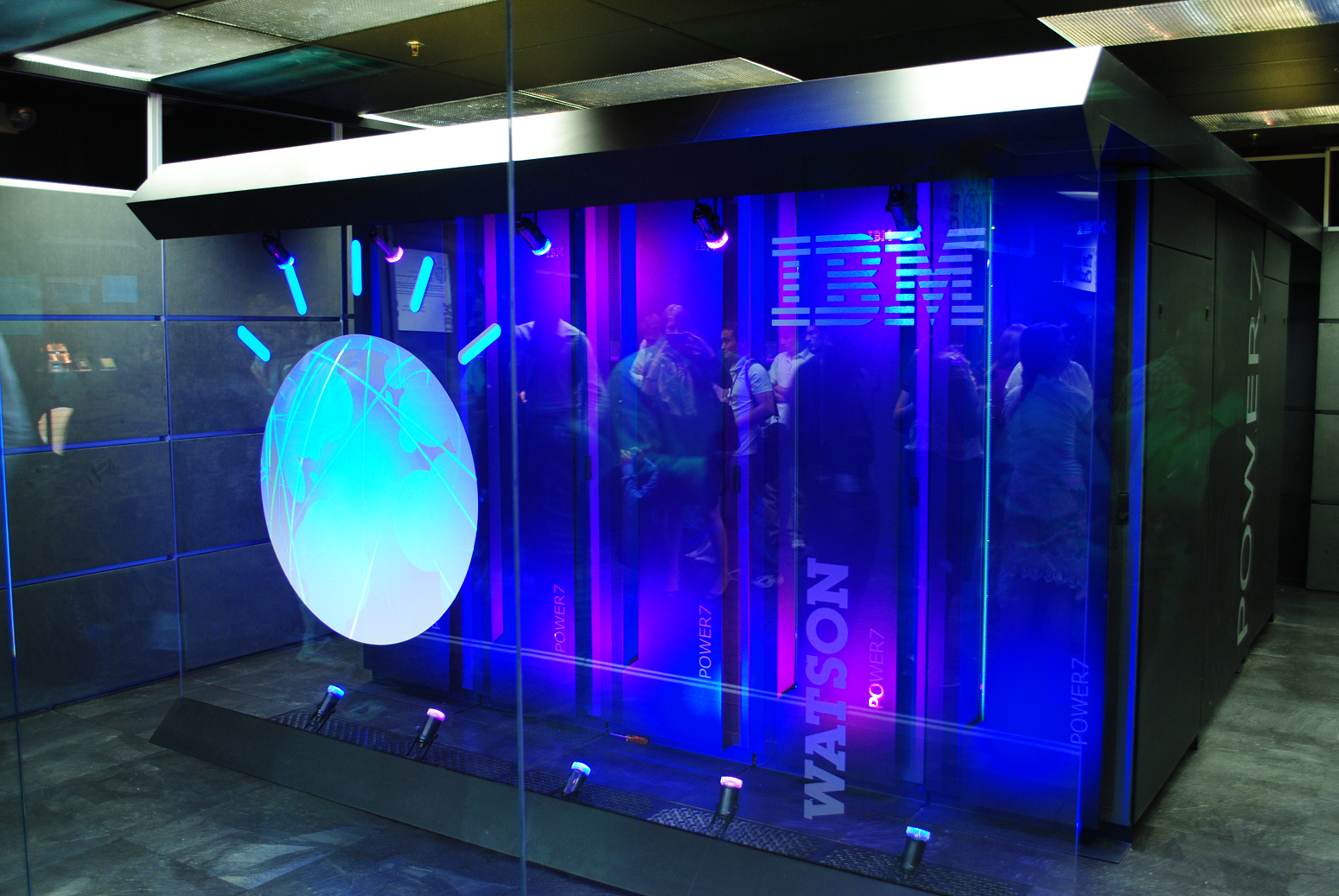
نمونه اولیه واتسون در یورک تاون هایتس، نیویورک. سیستم محاسبات شناختی در ابتدا به اندازه یک اتاق خواب اصلی در سال ۲۰۱۱ بود.

رایانش شناختی (به انگلیسی: Cognitive computing) یا CC تکنولوژی‌ای است که قصد دارد با استفاده از علوم شناختی و علوم رایانه رفتار و تفکرات انسان را در یک مدل کامپیوتری شبیه‌سازی کند. رایانش شناختی متشکل از سیستم‌های خودآموزی است که با داده‌کاوی، بازشناخت الگوها و پردازش زبان‌های طبیعی، سعی بر آن دارند که مجموعهٔ رفتار انسان را تقلید کنند. هدف رایانش شناختی تولید سیستم‌های کامپیوتری است که بدون کمک انسان قدرت تصیم‌گیری داشته باشند.

## تاریخچه
اساس ایجاد رایانش شناختی به قرن ۱۹ام میلادی برمی‌گردد. به‌طور کلی هوش مصنوعی توسط جرج بول با بیان نظریاتی از منطق در کتاب «قانون فکر» مطرح شد. همچنین تحقیقات چارلز ببیج برای ساخت موتور تحلیلی در این مسیر نقش به سزایی داشت. در ماه مه سال ۱۹۹۷ شرکت آی‌بی‌ام با ارائهٔ ربات شطرنج باز خود، دیدگاه جهان کامپیوتر را دربارهٔ ماشین‌های با هوش انسانی را تغییر داد. این ربات دیپ بلو نام دارد و از تکنولوژی رایانش شناختی بهره می‌برد. در آن سال در برابر گری کاسپارف، قهرمان شطرنج جهان، از بین ۶ مسابقهٔ انجام شده برندهٔ ۴ مسابقه شد.
پس از آن در سال ۲۰۰۵ ربات دانشگاه استنفورد با نام استنلی موفق به بردن جایزهٔ مسابقهٔ ماشین سواری DARPA شد. این ماشین با بهره‌گیری از سنسورهای متعدد و دستگاه مسیر یاب و به بهره‌گیری از دانش هوش مصنوعی و یادگیری ماشین توانسته بود رفتارهای یک راننده را بدون نیاز به کمک انسان شبیه‌سازی کند.

## ویژگی‌ها و کارکرد سیستم‌های رایانش شناختی
با تغییر در اطلاعات و تغییر در نیازها ماشین‌ها باید این اطلاعات جدید را دریافت کرده و آن را یاد بگیرند. این سیستم‌ها باید به گونه‌ای مهندسی شوند تا بتوانند به‌طور پویا اطلاعات را دنبال کرده و فرا بگیرند و در این راستا نیاز است که تعامل خوبی با محیط اطراف برقرار کنند. همچنین به دلیل ارتباط مستقیم با جهان اطراف نیاز است که وظائف مدنظر را در زمان‌های واقعی و مشخص شده انجام دهند. روند کار به اینگونه است که هربار اطلاعات جدیدی به سیستم تزریق می‌شود، با یادگیری آن سیستم توسعه می‌یابد و هربار با وجود اطلاعات بیشتر، بهتر می‌تواند در رابطه با مشکل موجود تصمیم‌گیری کند. در واقع سعی می‌شود روند یادگیری که در مغز انسان شکل می‌گیرد، به همان‌گونه در ماشین‌ها پیاده‌سازی شود.

## کاربردهایی از رایانش شناختی
از جمله کاربرهای مهم این تکنولوژی، کاربرد آن در علم پزشکی است. برای بیماری که وارد اورژانس می‌شود، یک سیستم رایانش شناختی می‌تواند با بررسی قسمت‌های مختلف بدن و با در نظر گرفتن سابقهٔ استفادهٔ داروهای مختلف و سابقهٔ سفر و موارد گوناگون دیگر، به دقت پیش‌بینی کند که بیمار مبتلا به آنفلوآنزا یا بیماری‌های ویروسی یا هر بیماری دیگر است. با توجه به این کاربرد، می‌توان پی برد که تکنولوژی‌های شناختی می‌توانند جهان اطراف ما را بشناسند و نشانه‌های آن را دریابند و متوجه شوند چه اتفاقاتی رخ می‌دهد. هدف سیستم‌های شناختی، کمک‌کردن به انسان، بدون کمک انسان است. در این مورد، سیستم شناختی هم به پزشک و پرستار و هم به بیمار کمک شایان توجهی می‌کند.
به عنوان کاربردی دیگر، در مراکز خدمات تلفنی ربات‌هایی که از رایانش شناختی بهره می‌برند می‌توانند به نمایندگان فروش محصولات کمک کنند تا هربار محصولات پیشنهادی خود را در راستای نیاز مشتریان بهبود دهند.
همچنین، مجموعهٔ هتل هیلتون در همکاری با IBM رباتی به نام Connie تولید کرده‌اند که به زبان انسان قادر به پاسخگویی به درخواست‌های مشتریان دربارهٔ هتل، جاذبه‌های گردشگری، رستوران‌های اطراف و دیگر پرسش‌های مشتریان است.
سیستم‌هایی مانند Google و Siri بر پایهٔ یادگیری ماشین کار می‌کنند. گرچه در حال حاضر از پیش برنامه‌نویسی شده‌اند و قادر به انجام کارهای محدود و مشخصی هستند، اما به زودی در آینده با گسترش این سیستم‌ها در حوزهٔ رایانش شناختی شاهد آن خواهیم بود که با جمع‌آوری داده‌های مختلف خواهند توانست قسمت‌های مختلفی از زندگی انسان را تحث تأثیر قرار دهند.